# Bernard du Bus de Gisignies (1832-1917)
Pour l’article homonyme, voir Bernard du Bus de Gisignies.
Bernard Daniel du Bus de Gisignies, né le 7 octobre 1832 à Saint-Josse-ten-Noode et mort le 17 février 1917 à Bruxelles, est un diplomate et homme politique belge. Il est le fils de Bernard du Bus de Gisignies.

## Fonctions et mandats
- Membre du Sénat belge : 1874-1878

## Sources
- Jean-Luc De Paepe et Christiane Raindorf-Gérard, Le Parlement belge, 1831-1894. Données biographiques, Brussel, 1996.